# Platycheirus clarkei
Platycheirus clarkei är en tvåvingeart som beskrevs av Miller 1921. Platycheirus clarkei ingår i släktet fotblomflugor, och familjen blomflugor. Inga underarter finns listade i Catalogue of Life.